# 가이우스 퀸크티우스 케르투스 포블리키우스 마르켈루스
가이우스 퀸크티우스 케르투스 포블리키우스 마르켈루스 (Gaius Quinctius Certus Poblicius Marcellus)는 2세기 초에 활동했던 로마의 원로원 의원이다. 서기 120년 5월에서 6월 '눈디니움' 기간 티투스 루틸리우스 프로핀쿠스를 동료 집정관으로 둔 보좌 집정관이었다. 더 흔한 이름이자 축약 형태는 가이우스 푸블리키우스 마르켈루스 (Gaius Poblicius Marcellus)이며 금석문을 통해 주로 알려져 있다. 이후에 그는 시리아에서 황제 직속 군단장 (총독)으로 복무했다.

## 이름
마르켈루스의 다명 (多名)은 많은 연구를 불러일으켰다. Olli Salomies는 초기 로마 제국 시대 명명법에 대한 논문에서 마르켈루스가 "97년에 '아이라리움 사투르니'의 프라이펙투스였던 푸블리키우스 케르투스 ... 그리고 69년에 살해당한 로마의 기사 퀸투스 케르투스와 거의 반드시 관계가 있었을 것"이라 언급하였고", 알푈디 게저가 푸블리키우스 케르투스가 마르켈루스의 친부이고 마르켈루스는 퀸투스 케르투스의 후손으로 입양된 것이라 주장한 바를 언급하였다. 케르투스가 흔치 않은 '겐틸리키움'이라는 바는 이 두 명이 관계가 있음을 암시한다. 그렇지만 Salomies는 마르켈루스가 입양을 통해 얻은 것 대신에 어머니 쪽에서 비롯한 '코크노멘'을 얻었을 것이라는 점은 인정하고 있다. "그러나 고백하자면," 살로미에스는 이렇게 마무리한다. "나는 푸블리키우스 마르켈루스가 친척에게 입양되었다는 해석을 더 선호한다."

## 생애
그의 '쿠르수스 호노룸'은 한 금석문에서 나온 그의 집정관직을 통해 재건이 가능하다. 이 금석문은 그가 집정관을 마치고 어느 시점에서 저명한 명망 높은 성직자 직위인 아우구르를 획득했다. 이 비문에 기록된 그가 얻은 다른 직위들에는 120년과 128년 사이로 베르너 에크가 추정한 게르마니아 수페리오르 총독, 다브로바가 128년과 136년 사이로 추정한 시리아 총독이 있다. 시리아 총독 시절, 마르켈루스는 바르 코크바의 난을 진압하는 데 있어 공적으로 개선 장식품을 받았다. 그가 군복무를 통해 훈장을 받은 이유 중 하나느 시리아 해군 지휘관이던 섹스투스 코르넬리우스 덱스테르 (Sextus Cornelius Dexter)가 시리아 총독 휘하에 있었기 때문이었다.
'히스토리아 아우구스타'는 하드리아누스 황제가 마르켈루스로 하여금 자결을 하도록 했다고 하나, 벌리는 푸블리키우스와 동일 시 여기는 데에서는 거부하고 있다.

## 참고 문헌
- E. Dabrowa, The Governors of Roman Syria from Augustus to Septimius Severus, 1998, pp. 92-94
- Florian Matei-Pupescu, "Two fragments of Roman military diplomas discovered on the territory of the Republic of Moldova", Dacia 51 (2007), pp. 153-159
- Eck, W. - Pangerl, A, "Syria unter Domitian und Hadrian: Neue Diplome für die Auxiliartruppen der Provinz" 보관됨 2024-07-10 - 웨이백 머신, Chiron 36 (2006), pp. 205-247
- David Macdonald, "New Fragmentary Diploma of the Syrian Army, 22 March 129", SCI 25, pp. 97-100
- Eck W. and Pangerl A, "Neue Militardiplome für die Provinzen Syria und Iudaea/Syria Palaestina", SCI 24 (2005), pp. 114-116
- Cristopher P. Jones, "Three New Letters of the Emperor Hadrian", Zeitschrift fur Papyrologie und Epigraphik 161 (2007) 145-156
- E. Dabrowa, "Hadrianic Governors of Syria: A Reapprisal", Zeitschrift fur Papyrologie und Epigraphik, 201 (2017), pp 285–291.
- E. Dabrowa, "Poblicius Marcellus and the Bar Kokhba Revolt", Rivista Storica dell'Antichita, 49 (2019), pp. 69–84.

| 공직                                                          | 공직                                                            | 공직                                                                         |
| ------------------------------------------------------------- | --------------------------------------------------------------- | ---------------------------------------------------------------------------- |
| 이전 루키우스 카틸리우스 세베루스 II 안토니누스 (직권 집정관) | 로마 총독 120년 (보좌 집정관) with 티투스 루틸리우스 프로핀쿠스 | 이후 가이우스 카르미니우스 갈루스 가이우스 아틸리우스 세라누스 (보좌 집정관) |